# Susanne U. Wiemer
Susanne Wiemer (geboren 1945; gestorben 1991) war eine deutsche Schriftstellerin, die unter verschiedenen Pseudonymen zahlreiche Heftromane verfasste, darunter die Science-Fiction-Serie Söhne der Erde. In der Serie Jerry Cotton arbeitete sie mit ihrem Mann Udo Wiemer (geboren 1942; gestorben 2023) zusammen. Sie schrieb außerdem in den Genres Krimi, Horror und Western.
Neben den unten in der Bibliografie aufgeführten war sie Autorin folgender Serien:
- Franco Solo (als Franco Solo, 1976–1981)
- Jerry Cotton (als Jerry Cotton, 1969–1990): Hefte 623, 656, 658, 659, 668, 685, 713, 719, 722, 725, 730, 731, 751, 757, 771, 779. 801, 809, 822, 828, 844, 850, 852, 868, 877, 882, 886, 889, 901, 904, 913, 919, 926, 928, 933, 935, 938, 948, 951, 956, 958, 972, 976, 980, 994, 1001, 1005, 1018, 1020, 1033, 1044, 1052, 1056, 1058, 1060, 1074, 1077, 1080, 1084, 1088, 1090, 1092, 1094, 1095, 1097, 1104, 1114, 1122, 1128, 1136, 1140, 1146, 1147, 1149, 1156, 1158, 1159, 1160, 1171, 1174, 1178, 1179, 1185, 1188, 1199, 1205, 1211, 1216, 1219, 1223, 1228, 1233, 1235, 1248, 1251, 1254, 1255, 1259, 1266, 1273, 1281, 1285, 1293, 1296, 1304, 1308, 1315, 1321, 1326, 1330, 1331, 1341, 1347, 1358, 1364, 1367, 1375, 1381, 1384, 1385, 1387, 1390, 1392, 1396, 1398, 1400, 1402, 1404, 1406, 1408, 1416, 1418, 1424, 1430, 1447, 1449, 1469, 1543, 1563, 1569, 1573, 1575, 1577, 1595, 1598, 1599, 1600, 1609, 1618, 1620, 1621, 1622, 1625, 1629, 1633, 1639, 1653, 1654, 1657, 1658, 1660, 1667, 1671, 1674, 1679, 1683, 1689, 1693, 1709
- Jerry Cotton Taschenbuch (als Jerry Cotton, 1971–1991): Bände 111, 117, 120, 121, 133, 136, 142, 148, 156, 158, 163, 165, 169, 178, 180, 185, 187, 191, 195, 198, 207, 210, 215, 218, 222, 227, 233, 238, 239, 246, 248, 254, 258, 265, 270, 277, 285, 289, 324, 333, 341, 356
- John Cameron (1975): Hefte 49, 72
- Kommissar X (als Kelly Kevin): Hefte 986, 1002, 1026, 1035, 1051, 1067, 1093
- Kommissar X Taschenbuch (als Kelly Kevin, 1978–1981): Bände 572, 582, 587, 597, 609
- Lassiter (als Jack Slade, 1973–1976): Hefte 66, 79, 92, 179, 183

Weitere von Wiemer verwendete Pseudonyme waren Anja Anderson, Judy Conrad, Julia Falk, Julia Frank, John Gillon und Annette Römer.

## Bibliografie
Die Reihenfolge der Serien ist chronologisch aufsteigend nach dem Jahr des ersten Beitrags.
Fledermaus Kriminal-Roman (als Kelly Kevin, 1969–1975)
- 521 Die Rache des Skorpions
- 529 Kampf auf Leben und Tod
- 539 Girls, die vor dem Satan zittern
- 550 Der Fluch des grünen Leguan
- 559 Als Köder in die Hölle
- 568 Die Bestie mit dem Blumentick
- 572 Hochzeit mit dem Teufel
- 577 Die Nacht der Henker
- 583 Das Killer-Girl
- 592 Abrechnung am Fuller-Park
- 597 Mörderspiel in der Manege
- 599 Tochter des Satans
- 606 Asphalt-Geier
- 610 Blutige Engel
- 615 Todesblüten
- 617 Der Vampir von Chicago
- 620 Perlen für die rote Hexe
- 622 Der Engel, der den Killer küßte
- 626 Das Killer-Karussell
- 629 Das Todeslied der Psycho-Killer
- 632 Mit Mördern spielt man nicht
- 635 Ein Killer spielt Roulette
- 638 Der Mann, der nicht mehr morden wollte
- 641 Die Nacht der Vergeltung
- 647 Tod in Schwarz-Weiß
- 651 Urlaub in der Hölle
- 656 Herr Professor läßt killen
- 661 Haus des Grauens
- 667 Der Satan aus Sing-Sing
- 676 Der Tiger von Chicago
- 684 Die Nacht der Haie
- 690 Klinik des Teufels
- 693 Zur Hölle, Baby!
- 696 Wer einmal mit den Wölfen heult
- 702 Grüß’ den Tod, Süße
- 712 … zwei eins zero – tot!
- 718 Ein schwarzer Sarg für Anabel
- 725 Daddy wird dich killen, Baby
- 731 Villa zum ewigen Frieden
- 744 So reich und fast ein toter Mann
- 750 Ein Girl, das Jonny heißt und killt
- 755 Herzlichen Glückwunsch, morgen dürfen Sie sterben
- 810 Diana die Tödliche

Fledermaus-Taschenbuch:
- 362 Der Killer macht sich nichts aus Eis

Gespenster-Krimi
als Rebecca LaRoche (1973–1978):
- 009 Der Fluch des Zigeuners
- 015 Das Monster aus der Tiefe
- 023 Das Kastell der Toten
- 030 Die Teufelshexe
- 035 Das mordende Gehirn
- 060 Die Rache der steinernen Bestien
- 071 Opfer für den Hexenmeister
- 092 Die würgenden Engel
- 104 Der Dschungel-Dämon
- 116 Das doppelte Gesicht
- 119 Boten aus dem Jenseits
- 131 Die Hexenkammer
- 143 Die Gefährtin des Teufels
- 174 Der Satan haust auf Dragon Castle
- 275 Die Geistersafari

als Gary Mantagua (1982/1983):
- 483 Ich, der Hexer
- 490 Attacke der Ghouls

Professor Zamorra (als Robert Lamont, 1974–1976)
- 01 Das Schloß der Dämonen
- 16 In den Klauen der Vampire
- 19 Die Schreckenskammer
- 24 Bestien aus dem Schattenreich
- 25 Der Satansdiener
- 27 Die Grotte der Gerippe
- 28 Invasion der Monster
- 42 Herr der wilden Wasser
- 50 Der Stein des Satans
- 51 Das Schiff der toten Seelen

Geister-Western (als Gordon Spirit, 1975–1976)
- 05 Die Bestie aus der Teufelsschlucht
- 07 Geisternacht am Stiefelhügel
- 11 Der Teufelsreiter
- 17 Die Todesmine
- 23 Der Marshall und die Höllenbrut

Die vier Musketiere (als Jean Lafite, 1976–1977)
- 22 Das Erbe der Montagues
- 23 Der Pirat von Bastia
- 24 Das schwarze Schloss
- 38 Die Todesglocken von Montsalve
- 39 Der schwarze Chevalier
- 40 Im Schatten des Schafotts
- 41 Der Hexer von Paris
- 42 Die letzte Fahrt der Monte Christo
- 43 Die Insel des Rächers
- 44 Das goldene Netz
- 45 Der Graf von La Morra
- 46 Der silberne Degen
- 47 Der Tod des schwarzen Grafen
- 61 Die Nacht der Verräter
- 62 Die Spur des Roten Korsen
- 63 Der Tod des Zigeuners
- 64 Der Schakal

Dämonenkiller-TB (als John Wyman, 1977–1980)
- 39 Die Insel der lebenden Statuen
- 44 Kinder der Finsternis
- 48 Der Fluch des Magiers
- 50 Der Sohn des schwarzen Panthers
- 51 Hexennacht im Schloß der Seelen

Vampir-Horror-Roman
Heftromane (als Lafcadio Varennes, 1978):
- 248 Ich, der Dämon
- 249 Der Herr der Eiswelt
- 250 Der Gefangene der Spiegel

Vampir-Taschenbuch (als John Wyman, 1979):
- 75 Das Erbe des Magiers

Plutonium Police (als Kelly Kevin, 1979–1980)
- 18 Die Bombendrohung
- 28 Operation Atomschiff

Seewölfe, Korsaren der Weltmeere (als Kevin Kelly, 1979–1980)
- 110 Die Insel der steinernen Riesen
- 111 Der Fluch des toten Spaniers
- 112 Die Galgenbucht
- 116 Piraten der Südsee
- 117 Die Irrfahrt der "Isabella"
- 118 Der Schatz der Maya
- 149 Der Sohn der Wüste
- 159 Vagabunden zur See
- 160 Das Rebellen-Nest
- 161 Sturm über Bilbao
- 166 Hafenratten
- 167 Die Falle von Wight
- 174 Riffpiraten
- 181 Unter Schwarzer Flagge
- 182 Die Galeone der Toten
- 191 Der Schiffbruch
- 192 Die Mörderwale
- 204 Nuami, Perle der Südsee
- 206 Im Golf von Papua
- 213 Der Herr der Inseln
- 214 Der Verdammte der Meere
- 222 Die Odyssee der Isabella
- 223 Die Schwarze Pagode
- 233 Am Schwarzen Riff

Söhne der Erde (1979–1982)
Die Taschenbuchreihe war eine beim Bastei-Verlag unter den Nummern 26001 bis 26026 erscheinende Reihe. Alle Bände wurden von Wiemer verfasst.
- 01 Unter dem Mondstein. 1979, ISBN 3-404-01445-6.
- 02 Der rote Kerker. 1979, ISBN 3-404-01447-2.
- 03 Das Schiff der Hoffnung. 1980, ISBN 3-404-01466-9.
- 04 Tage des Verrats. 1980, ISBN 3-404-26004-10.
- 05 Flucht in die Sonnenstadt. 1980, ISBN 3-404-26005-8.
- 06 Das Erbe der blauen Planeten. 1980, ISBN 3-404-26006-6.
- 07 Die Herren der Zeit. 1980, ISBN 3-404-26007-4.
- 08 Sucher der Zukunft. 1980, ISBN 3-404-26008-2.
- 09 Die letzten Marsianer. 1980, ISBN 3-404-26009-6.
- 10 Aufbruch ins Gestern. 1980, ISBN 3-404-26010-4.
- 11 Die Katakomben von Luna. 1980, ISBN 3-404-26011-2.
- 12 Inferno Erde. 1980, ISBN 3-404-26012-0.
- 13 Der Tod am Meer. 1980, ISBN 3-404-26013-19.
- 14 Das verheißene Land. 1980, ISBN 3-404-26014-7.
- 15 Die Rache des Mars. 1981, ISBN 3-404-26015-5.
- 16 Der Riss in der Welt. 1981, ISBN 3-404-26016-3.
- 17 Gefangene der Zeit. 1981, ISBN 3-404-26017-1.
- 18 Das Schattenvolk. 1981, ISBN 3-404-26018-X.
- 19 Der tödliche Ring. 1981, ISBN 3-404-26019-8.
- 20 Durch die Hölle. 1981, ISBN 3-404-26020-1.
- 21 Kampf um Merkur. 1981, ISBN 3-404-26021-X.
- 22 Flug der Verlorenen. 1981, ISBN 3-404-26022-8.
- 23 Jenseits von tausend Sonnen. 1981, ISBN 3-404-26023-6.
- 24 Robot-Planet. 1982, ISBN 3-404-26024-4.
- 25 Das Reich der Zeitlosen. 1982, ISBN 3-404-26025-2.
- 26 Neue Heimat Terra. 1982, ISBN 3-404-26026-0.